# Chat de Temminck
Pardofelis temminckii
Vous lisez un « article de qualité » labellisé en 2009.  Il fait partie d'un « bon thème ».
Pour d'autres « chats », voir Chat (animal) et Chat doré.
Espèce
Statut de conservation UICN

 NT  : Quasi menacé
Statut CITES
Répartition géographique
Le Chat de Temminck (Pardofelis temminckii) ou Chat doré d'Asie est un félin de taille moyenne du genre Pardofelis. Sa robe est généralement unie et de couleur rousse, mais de nombreuses variations existent, incluant des spécimens mélaniques, tachetés comme l'ocelot ou de couleur grise ; un marquage facial composé de bandes blanches permet de facilement le reconnaître.
Habitant discret des forêts d'Asie du Sud-Est, son comportement à l'état sauvage demeure mal connu en raison du faible nombre d'études scientifiques portant sur cette espèce. Victime de la déforestation et du braconnage pour sa fourrure ou ses os, ses effectifs à l'état sauvage sont considérés comme en déclin. L'espèce est classée comme « quasi menacée » par l'Union internationale pour la conservation de la nature (UICN). Quelques dizaines de Chats de Temminck sont gardés en captivité.
Nommé en l'honneur du zoologiste néerlandais Coenraad Jacob Temminck, qui décrivit le Chat doré d'Afrique, le Chat de Temminck fait l'objet de mythes et légendes chez les populations autochtones.

## Description

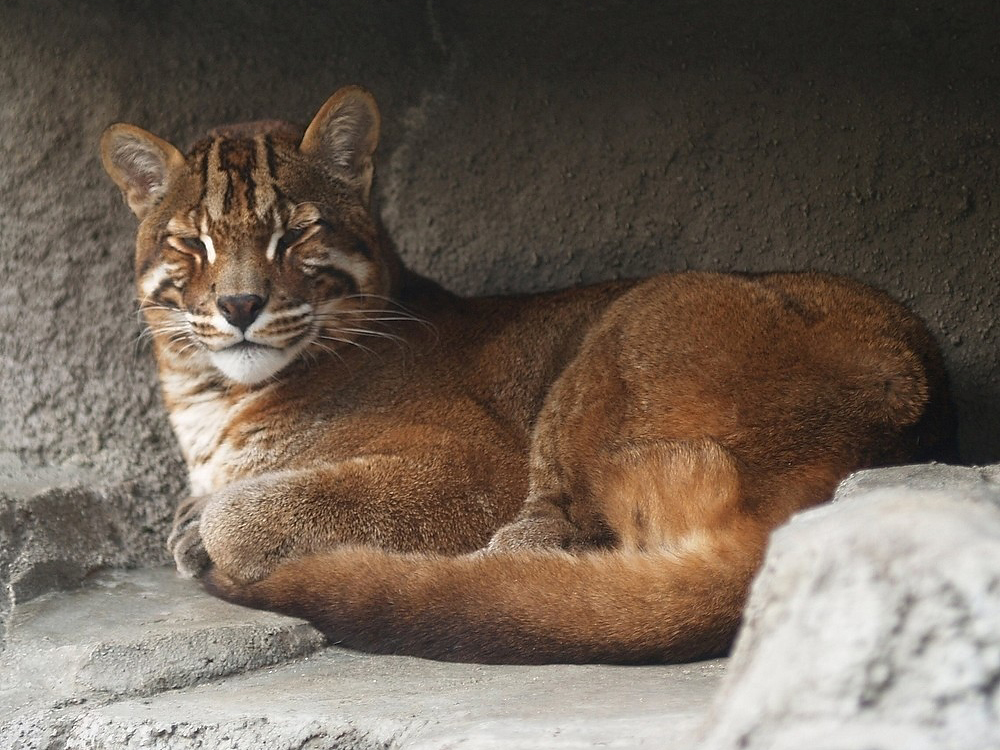
Le Chat de Temminck est reconnaissable à ses marques faciales. Il est le seul félin uni sur son aire de répartition.

### Biométrie
Le Chat de Temminck est un félin de taille moyenne, pesant de 9 à 16 kg, soit deux à trois fois le poids d'un chat domestique. Les mâles sont plus gros que les femelles. La queue représente du tiers à la moitié de la longueur totale. La longueur du bout du nez à la base de la queue est de 75 à 105 cm ; la longueur de la queue est de 48 à 56 cm. La hauteur au garrot est d'environ 56 cm.
Le Chat de Temminck ne possède que 28 dents au lieu des 30 habituelles chez les félins.

### Pelage
Un marquage facial caractéristique permet de facilement le reconnaître : les yeux sont bordés de blanc, une bande blanche cernée de noir traverse chaque joue et une bande claire également bordée de noir part verticalement du bord interne de l'œil et traverse le front. Les petites oreilles rondes sont noires au revers et marquées d'un point gris. Le ventre, les parties internes des membres ainsi que le cou et le menton sont de couleur plus claire. Le dernier tiers de la queue du Chat de Temminck est de couleur plus foncée et est marqué par une bande blanche sur la partie ventrale.
La robe est généralement unie et de couleur rousse à brun doré, d'où la dénomination de « Chat doré d’Asie ». Il y a cependant une grande variabilité de robes au sein de l'espèce : elle peut être de couleur grise plutôt que rousse et il existe des signalements de spécimens au nord de son aire de répartition possédant des taches pleines, comme celles du Chat-léopard (Prionailurus bengalensis) ou des ocelles, en Chine,. Une forme mélanique existe également. Lors d'une étude réalisée dans l'Arunachal Pradesh, six variétés de couleurs ont été photographiées : mélanique, rousse, grise, marron, tachetée (tache pleines) et ocellée.

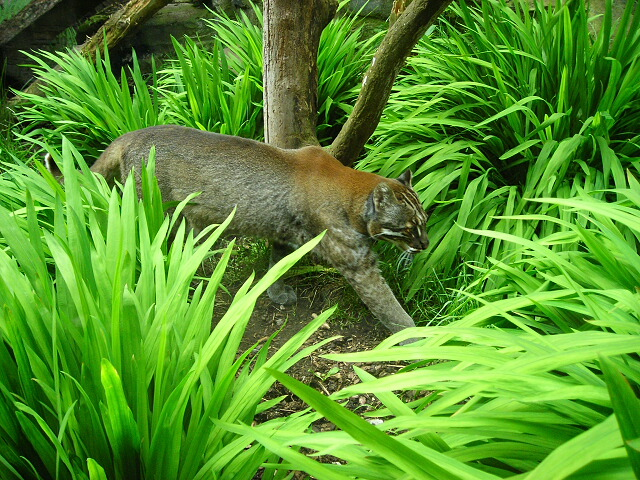
Un Chat de Temminck à la robe grise au zoo d'Édimbourg.
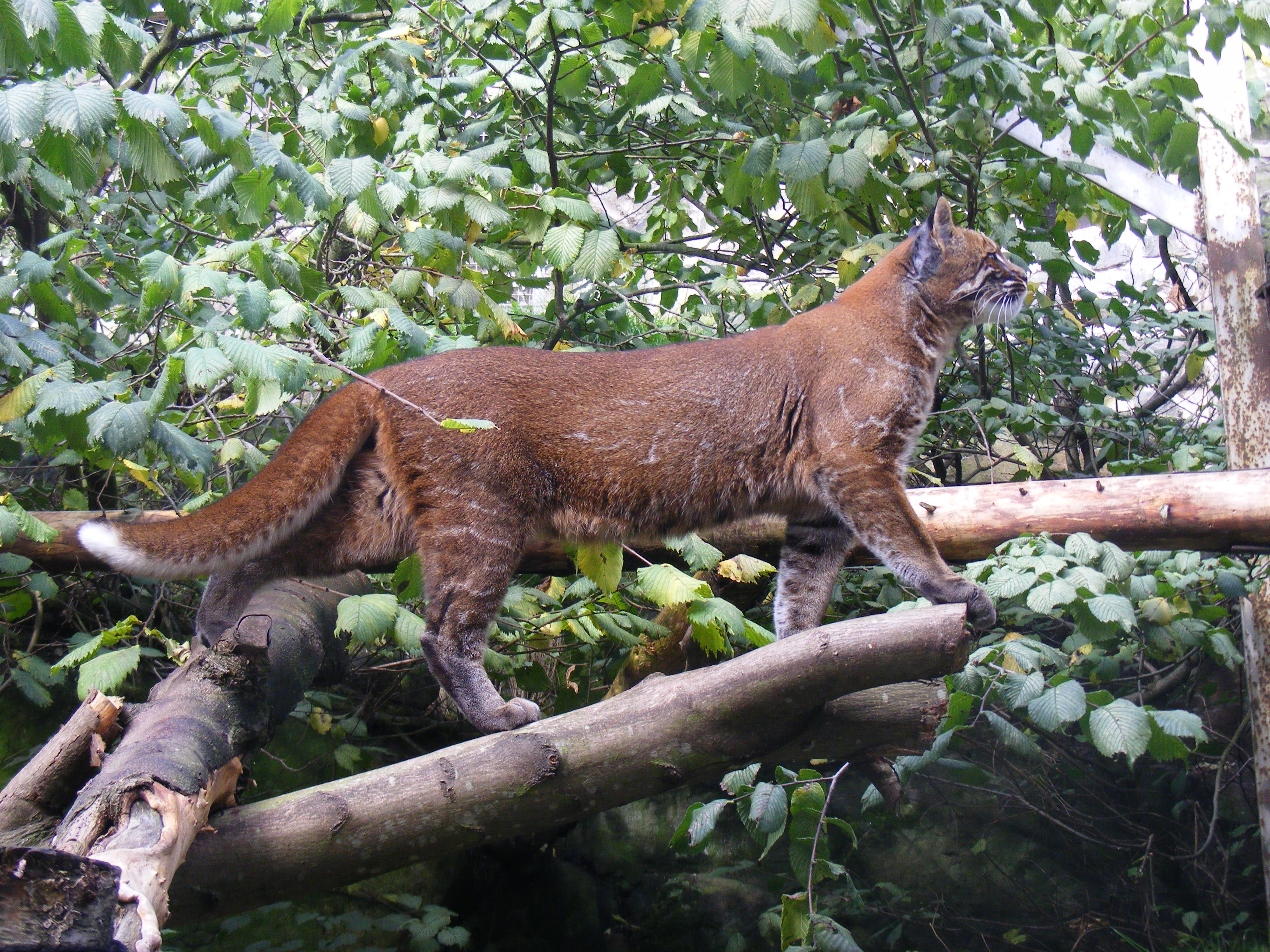
Un Chat de Temminck à la robe rousse au zoo d'Édimbourg.
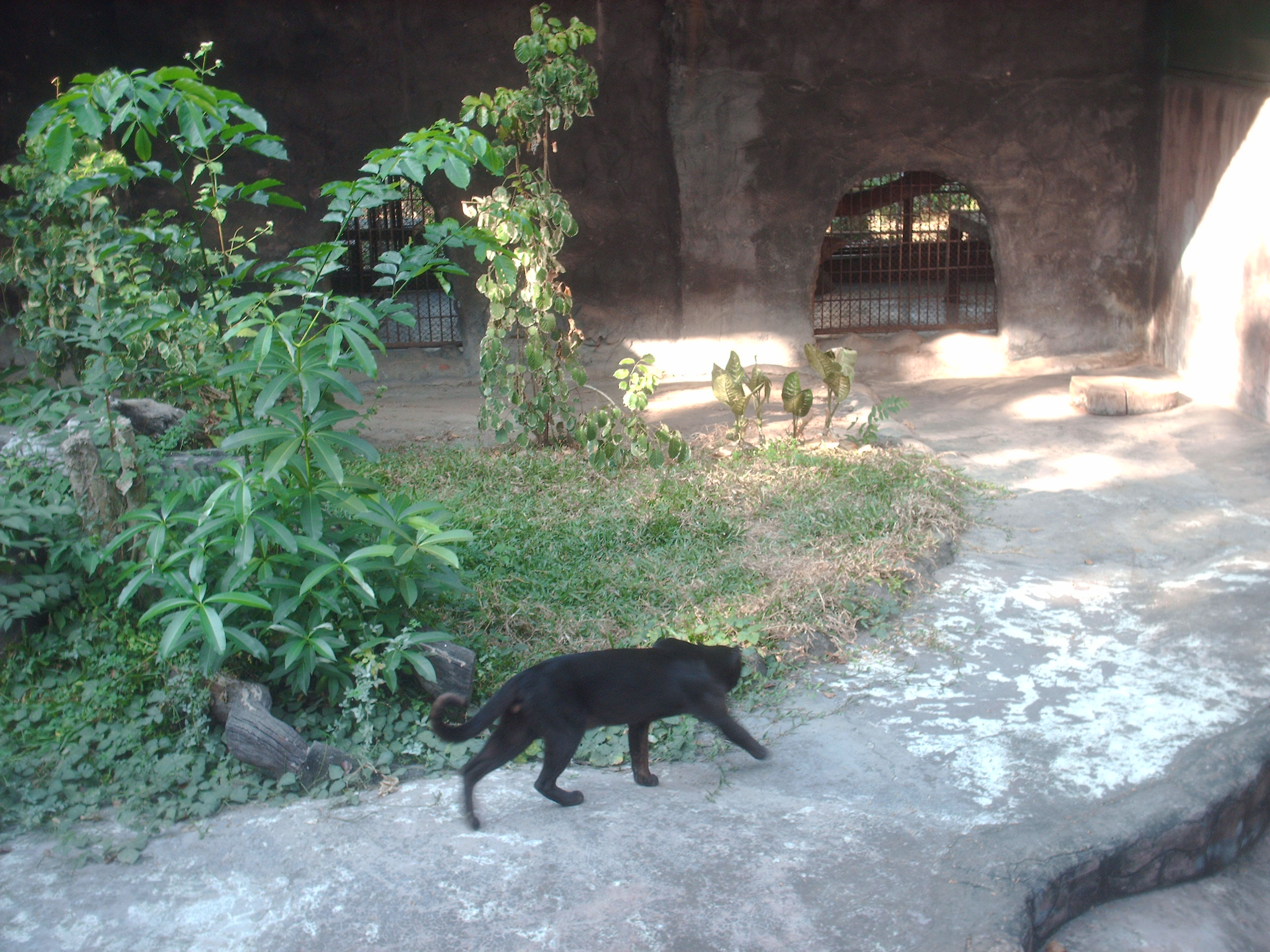
Une forme mélanique à Lao Zoo (province de Vientiane).

### Confusion avec d'autres félins
Le Chat de Temminck est facilement reconnaissable sur son aire de répartition car il y est le seul félin à robe unie. Le Chat bai (Pardofelis badia) lui ressemble beaucoup, mais se trouve uniquement sur l'île de Bornéo, où le Chat de Temminck n'est pas présent. Son apparence est également très proche du Chat doré d'Afrique (Caracal aurata), qui comme son nom l'indique ne se trouve que sur le continent africain.

## Évolution de l'espèce
Le physique du Chat de Temminck est très proche de celui du Chat bai (Pardofelis badia), espèce endémique à l'île de Bornéo. De plus, des études menées sur les crânes de deux espèces ainsi que des comparaisons génétiques ont montré qu'elles étaient très proches. L'aire de répartition du Chat de Temminck inclut l'île de Sumatra, qui ne s'est séparée de Bornéo que depuis 10 000 à 15 000 ans. Ces diverses observations ont conduit à l'hypothèse que le Chat bai est une sous-espèce insulaire du Chat de Temminck.
Toutefois, des travaux menés en 2007 ont démontré que les Pardofelis composent la deuxième lignée des félins qui a divergé il y a 9,4 millions d'années. Le Chat de Temminck et le Chat bai se sont différenciés il y a quatre millions d'années, bien avant la séparation des îles de la Sonde : les deux félins forment bien deux espèces différentes,. Ces deux chats étaient les seuls représentants du genre Catopuma, depuis 2008 ils ont été déplacés dans le genre Pardofelis avec le Chat marbré (Pardofelis marmorata) par l'Union internationale pour la conservation de la nature (UICN). Le Système d'information taxonomique intégré (SITI) et la base NCBI les classent encore dans le genre Catopuma,.
De même, l'extrême ressemblance entre le Chat de Temminck et le Chat doré d'Afrique (Caracal aurata) pourrait être due à un même ancêtre commun. Toutefois, les forêts d'Afrique et d'Asie ne sont plus reliées depuis vingt millions d'années : il s'agit plus d'une convergence évolutive que d'une réelle filiation.
Arbre phylogénétique du genre Pardofelis
|  | Pardofelis marmorata - Chat marbré                                                                       |
|  | |
|  | \| \| Pardofelis temminckii - Chat de Temminck \| \| \| \| \| \| Pardofelis badia - Chat bai \| \| \| \| |
|  | |
|  | Pardofelis temminckii - Chat de Temminck                                                                 |
|  | |
|  | Pardofelis badia - Chat bai                                                                              |
|  | |

|  | Pardofelis temminckii - Chat de Temminck |
|  |                                          |
|  | Pardofelis badia - Chat bai              |
|  |                                          |

Selon Mammal Species of the World, il existe trois sous-espèces de Chat de Temminck :
- Pardofelis (Catopuma) temminckii, présente sur l'île de Sumatra[18] ;
- Pardofelis (Catopuma) dominicanorum ;
- Pardofelis (Catopuma) tristis dont l'aire de répartition va du Sichuan au Tibet et qui est censée représenter les Chats de Temminck à ocelles[2].

## Comportement

### Un chasseur territorial

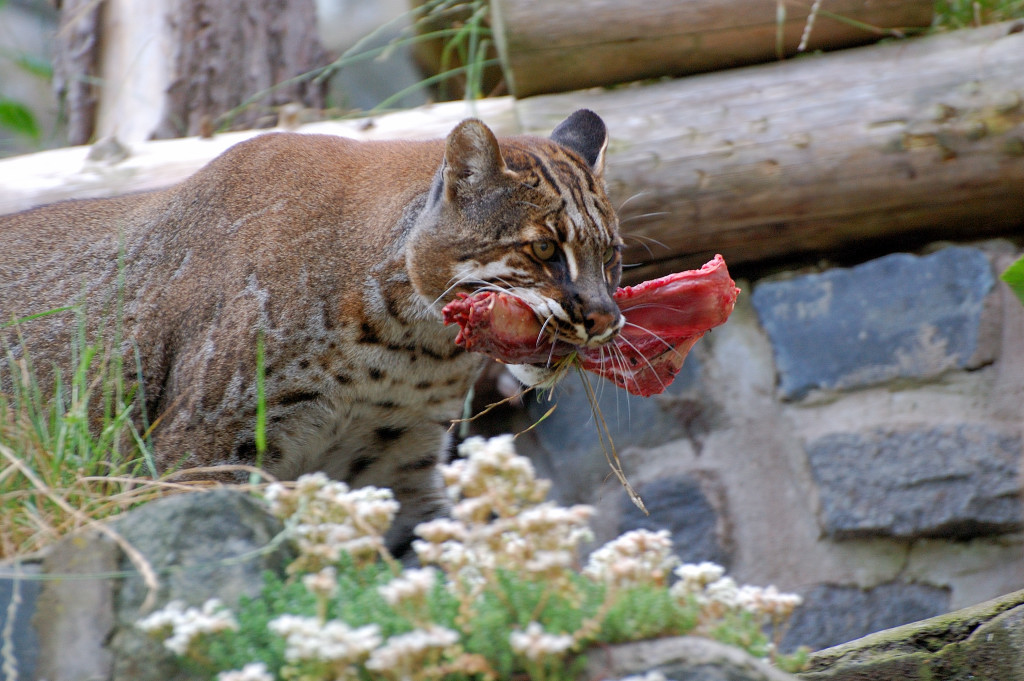
Le Chat de Temminck attaque petits ongulés et oiseaux.

Le Chat de Temminck chasse de préférence au sol, même s’il est capable de grimper aux arbres quand il en a besoin, pour s'emparer d'oisillons dans un nid par exemple. Ce prédateur crépusculaire s'attaque aux petits ongulés comme les muntjacs ou les jeunes sambars, aux oiseaux, aux grands rongeurs et aux reptiles. Il est cependant assez fort pour pouvoir s'attaquer à des proies plus grosses que lui comme le veau du buffle domestique et peut s'attaquer au petit bétail. En Thaïlande, selon une étude faite sur les crottes de félins de taille moyenne, incluant la Panthère nébuleuse, le Chat de Temminck peut s'attaquer aux Cerfs aboyeurs (Muntiacus muntjak), aux singes du genre Trachypithecus, aux Petits kanchils de Java (Tragulus javanicus), aux Athérures malais (Atherurus macrourus), aux écureuils terrestres (Menetes berdmorei) et aux petits rongeurs du genre Muridae : en fréquence, ce sont essentiellement les petits mammifères (moins de 2,5 kg) et notamment les Muridae qui composent le « repas » de ce félin. En captivité, le Chat de Temminck tue ses proies d'une morsure à la nuque et plume les oiseaux avant de les manger.
Deux spécimens étudiés en Thaïlande ont montré une taille de territoire de 47,7 km2 pour le mâle et 32,6 km2 pour la femelle. Le territoire du mâle recouvre celui de la femelle et s'agrandit de plus de 15 % durant la saison des pluies. Chaque jour le Chat de Temminck parcourt 1,6 km en moyenne, le mâle se déplaçant plus que la femelle. L'activité de ce félin est plus intense en juillet qu'en mars. Au cours d'une journée, le Chat de Temminck est plus actif à l'aube et au crépuscule et le plus inactif durant les heures tardives de la nuit.

### Communication
Les vocalisations sont constituées essentiellement d'un « maaa » long et pulsé, répété dans une série de huit à dix cris poussés à environ deux secondes d'intervalles. Le premier cri est généralement le moins fort et la séquence peut être répétée plusieurs fois dans la journée, à intervalles réguliers. Lors des chaleurs, il arrive également que la femelle utilise ce cri sans qu'il soit répété comme décrit précédemment. Le Chat de Temminck peut également prononcer un « wa-wa » lors de communication rapprochée, gazouiller, souffler et ronronner.

### Cycle de vie
Le Chat de Temminck est sexuellement mature entre 18 et 24 mois pour les femelles et 24 mois pour les mâles. Le cycle de la femelle dure 39 jours avec un œstrus de 6 jours, en cas de perte de sa portée, la femelle est à nouveau en cycle œstral quatre mois après. Durant l'œstrus, la femelle multiplie les marquages olfactifs et recherche le contact avec le mâle en adoptant des postures réceptives et en se frottant contre lui. Celui-ci augmente également sa fréquence de marquage et la suit. Durant l'acte sexuel, le mâle saisit la peau du cou de la femelle entre ses dents. Après 78 à 80 jours de gestation, la femelle donne naissance à un à trois petits dans un arbre creux, un trou entre des rochers ou tout autre endroit abrité. Les naissances ont lieu en février et se composent généralement d'un unique petit.
Les jeunes, qui pèsent environ 250 grammes, ont un pelage identique à celui de leurs parents bien que plus long et épais. L'ouverture des yeux a lieu vers neuf jours et les premiers pas à deux semaines. Ils prennent rapidement du poids et atteignent les 500 grammes à trois semaines et 1,3 kg à neuf semaines et demie ; le sevrage est fait dès six mois. Le rôle du père est mal connu : il arrive qu'il tue les chatons, mais un cas de participation active à l'élevage est signalé. Il s’agit là du comportement de l’espèce en captivité car on ne sait quasiment rien sur leurs habitudes à l’état sauvage. Des photographies issues d’un même piège photographique ont montré le comportement dans la nature d'un couple de Chats de Temminck au Laos en 2003,. La longévité en captivité est de vingt ans.

## Chorologie

### Habitat et distribution

Aire de répartition du Chat de Temminck.

Le Chat de Temminck vit essentiellement dans les forêts et s'adapte tant à la forêt tropicale humide qu'à la forêt tropophile. Il peut occasionnellement se rencontrer dans les plaines rocailleuses. Des observations ont été faites jusqu'à 3 000 mètres d'altitude.
Ce chat vit dans toute l'Asie du Sud-Est et se rencontre dans les pays suivants : Bangladesh, Bhoutan, Cambodge, Chine, Inde, Indonésie dont l'île de Sumatra, Laos, Malaisie, Myanmar, Népal, Thaïlande et Viêt Nam.

### Menaces et protection
Les principales menaces pesant sur ce félin sont la destruction et la perturbation de son habitat par la déforestation et l'agriculture itinérante. De plus, il subit le contrecoup de la diminution du nombre d'ongulés en Asie du Sud-Est. Il est également menacé par le braconnage car il est d'une part utilisé par la médecine traditionnelle chinoise comme un ersatz d'os de tigre et d'autre part sa peau à la couleur unique est appréciée. Il est également chassé et empoisonné parce qu'il peut s'attaquer au petit bétail comme les volailles, les moutons et les chèvres et être trappé par erreur.
Le Chat de Temminck figure sur la liste des espèces « quasi-menacées » (NT) de l'UICN depuis 2008 et était auparavant considéré comme « vulnérable ». Il reste proche du critère C de l'UICN, c'est-à-dire que ses populations sont considérées comme assez faibles et morcelées. Le Chat de Temminck est classé comme une espèce de l'Annexe I de la CITES : le commerce international de parties de leur corps ou de l'animal est interdit. Sa chasse est régulée au Laos et interdite au Bangladesh, Cambodge, Chine, Inde, Indonésie, sur la péninsule malaise, Myanmar, Népal, Thaïlande et au Viêt Nam. Au Bhoutan, le Chat de Temminck est protégé uniquement dans l'enceinte des aires protégées.

### Effectifs

#### Présence à l'état sauvage
Au cours du XXe siècle, les populations de Chat de Temminck ont probablement diminué, bien qu'il soit difficile d'évaluer les effectifs d'un félin si discret. Considéré comme abondant au Viêt Nam jusque dans les années 1970, le commerce de peaux a fortement favorisé sa disparition et il est à présent considéré comme rare, comme en Thaïlande. Ses populations ont décliné en Inde et en Indonésie. Sa situation en Chine demeure inconnue, mais de nombreuses provinces pratiquent le commerce des peaux et d'os de Chat de Temminck. Dans la province du Jiangxi, une étude a estimé que les populations de ce félin ont diminué du tiers entre le milieu des années 1950 et le début des années 1980. Le Chat de Temminck était considéré comme rare dans la péninsule Malaise jusqu'à ce que des études menées à partir de pièges photographiques ne prouvent le contraire,. Une étude menée à la frontière entre Laos et Viêt Nam a montré que le Chat de Temminck est l'espèce de petits carnivores (mustélidés, viverridés et félidés) la plus commune dans l'aire étudiée,.

#### Présence en captivité

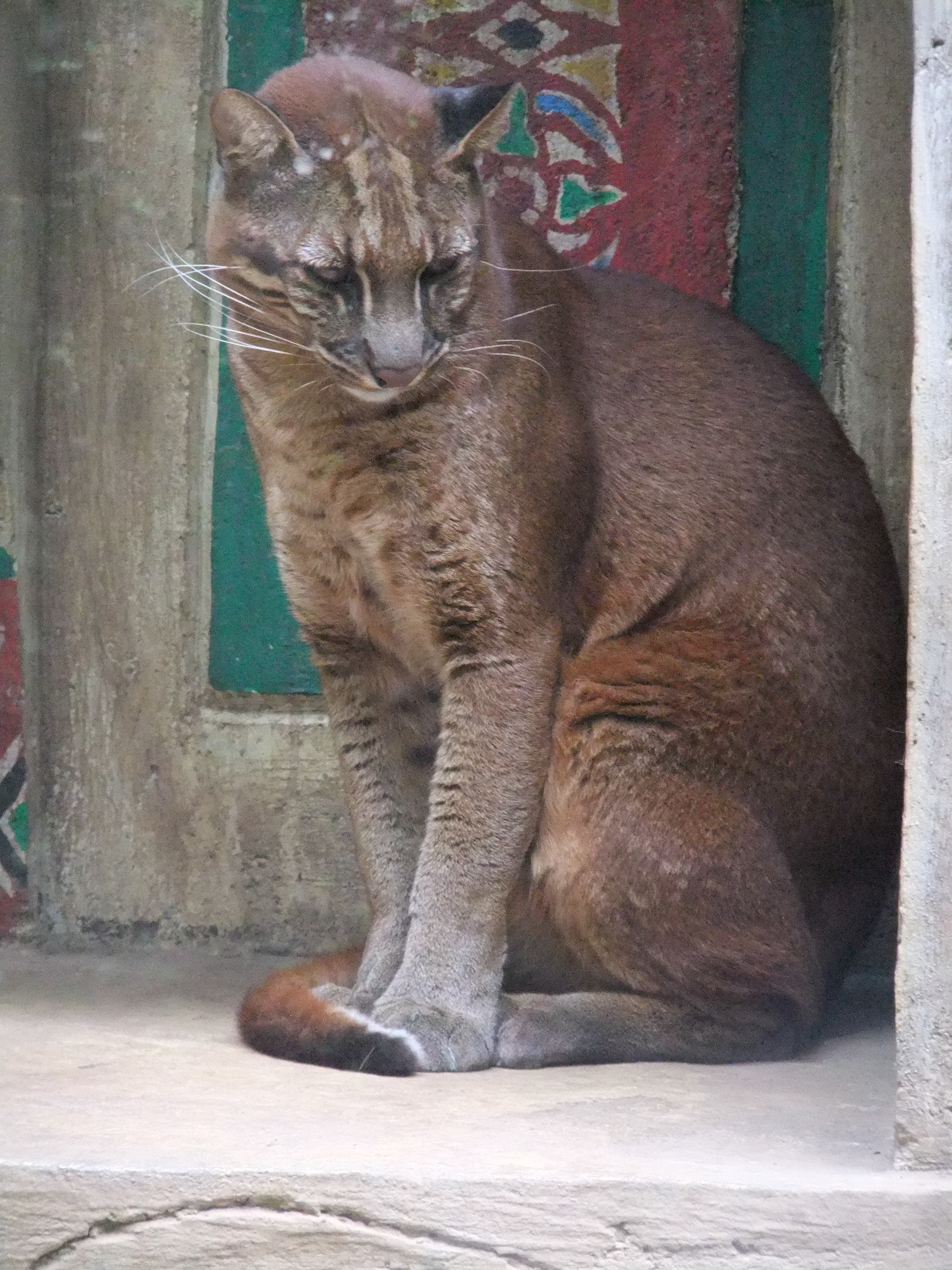
Chat de Temminck au Taman Safari Park en Indonésie.

Le Chat de Temminck est très rare en captivité ; il bénéficie cependant d'un programme européen d'élevage en captivité (EEP) visant à accroître de manière viable les populations captives. Le Chat de Temminck est considéré comme une espèce qui se reproduit très mal. Des naissances régulières ont eu lieu dans le parc zoologique national de Washington et au zoo de Wassenaar.
En 1989, 24 spécimens étaient détenus par sept parcs zoologiques inscrits sur l'International Species Information System (ISIS). En 1994, ce félin était détenu par les zoos suivants : en Europe dans le zoo de Berlin, zoo de Dresde, zoo de Heidelberg, zoo de Münster, zoo de Wuppertal, zoo de Port Lympne, zoo de Agrate, zoo de Wassenaar en Australie dans le zoo de Melbourne, zoo de Sydney, en Asie dans le zoo de Shanghai, zoo de Gauhati, zoo d'Osaka, zoo Negara de Kuala Lumpur, zoo de Singapour, Zoo de Dusit, zoo de Chonburi, zoo de Chiang Mai, zoo de Hanoi, en Amérique dans le zoo d'Omaha. En novembre 2009, la base ISIS comptait 47 individus de Chat de Temminck ; les spécimens sont plus nombreux en Asie et en Europe. Le Chat de Temminck est quasiment absent des zoos d'Amérique du Nord et les rares spécimens détenus ne peuvent plus constituer une base viable pour la conservation de l'espèce (individus âgés, appauvris génétiquement, etc.).

## Le Chat de Temminck et l'humain

### Dénomination

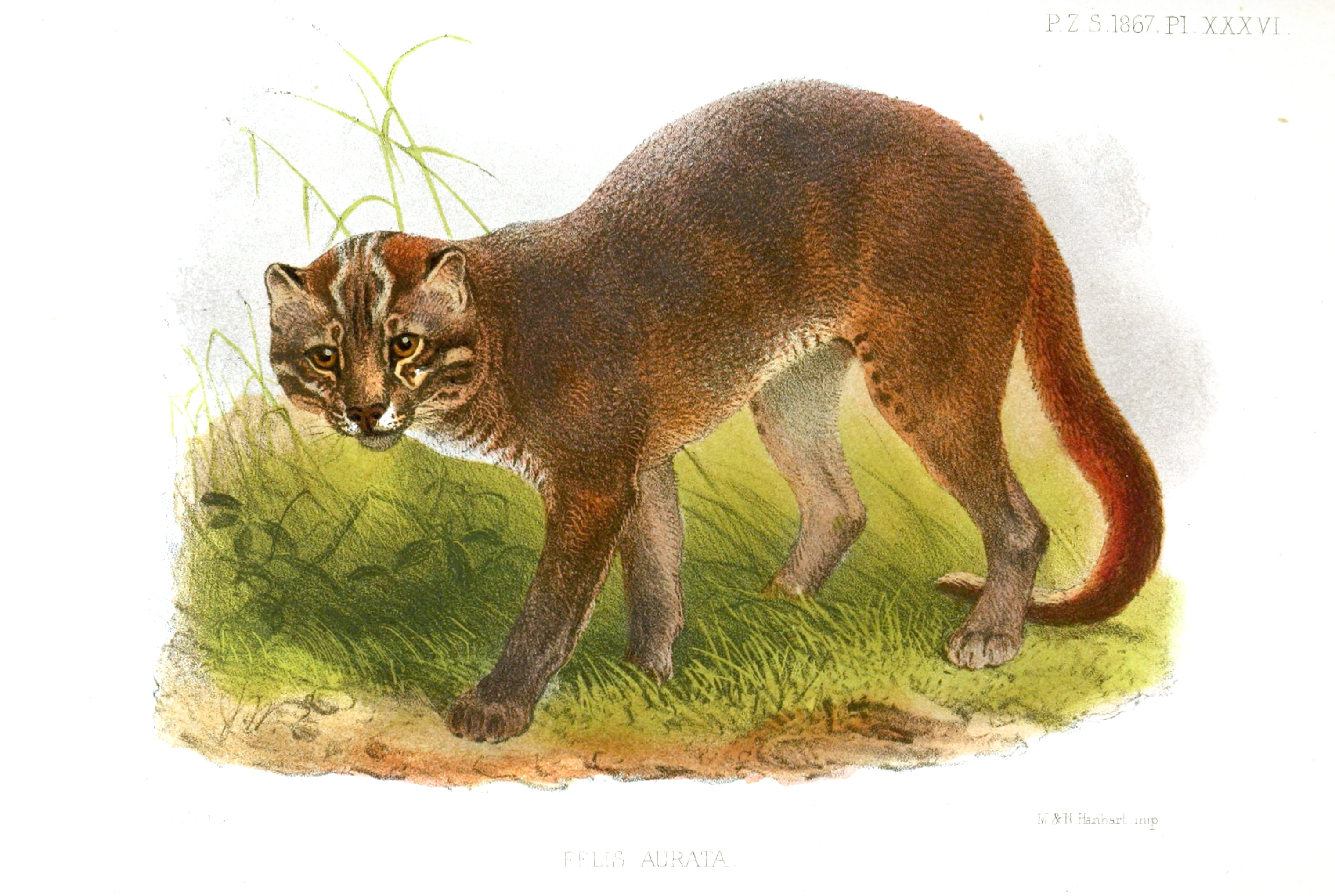
Illustration du XIXe siècle, Chat de Temminck faussement identifié comme un Chat doré d'Afrique.

Le Chat de Temminck est nommé en l'honneur de Coenraad Jacob Temminck, un zoologiste néerlandais qui a décrit pour la première fois le Chat doré d'Afrique (Caracal aurata). De nombreuses autres espèces lui sont dédiées comme le Bécasseau de Temminck (Calidris temminckii) ou le Pangolin de Temminck (Manis temminckii). Le synonyme Chat doré d'Asie est issu de la grande ressemblance avec le Chat doré d'Afrique.
En Chine, il est connu sous le nom de « léopard jaune » tandis qu'en Thaïlande c'est un « tigre de feu ».
Son nom scientifique a également beaucoup varié en raison de sa taxinomie changeante, et de nombreux synonymes existent : Felis temminckii, Profelis temminckii, Catopuma temminckii sont les plus courants.

### Légendes

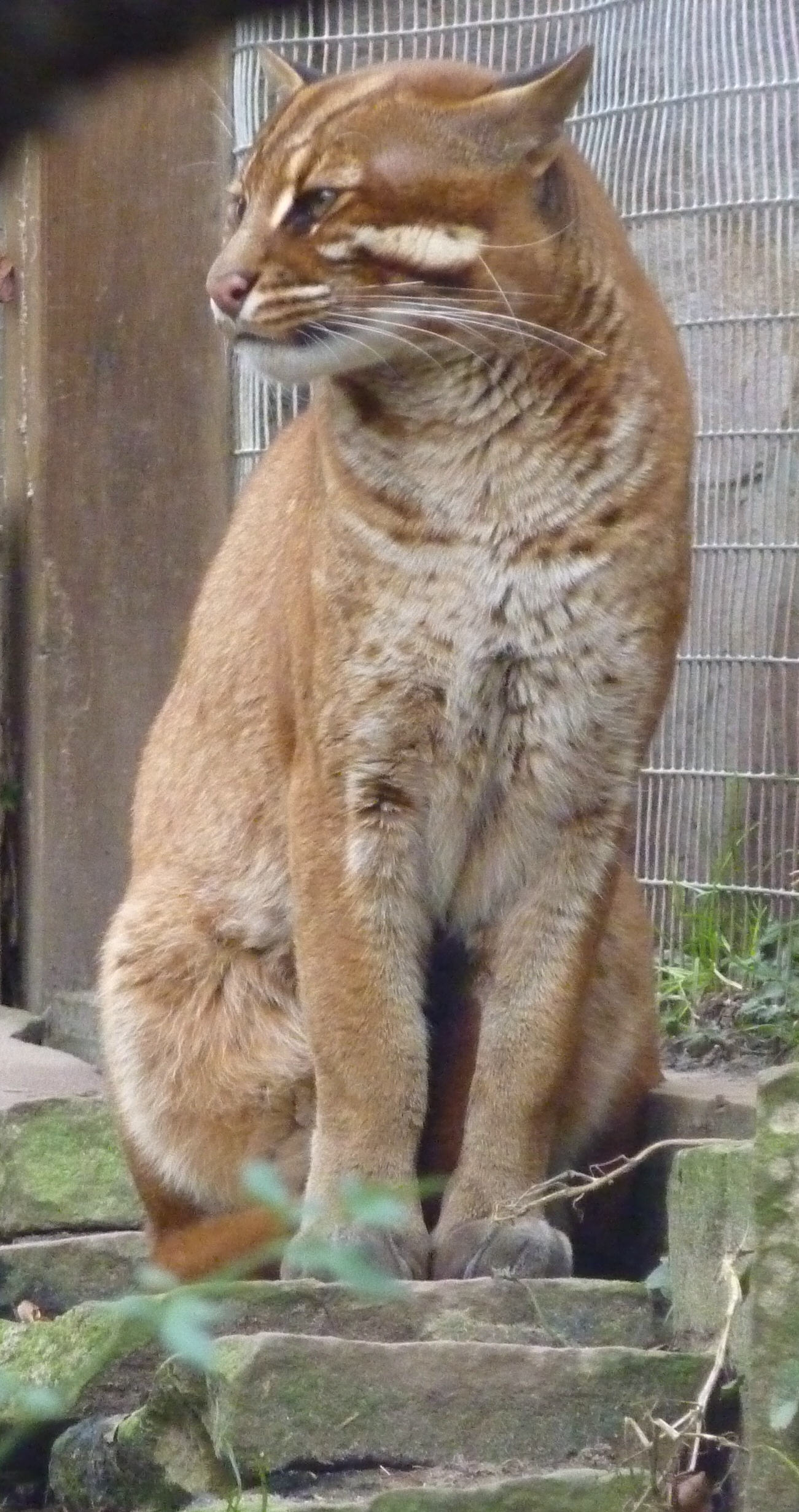
De par sa couleur dorée, le Chat de Temminck fait l'objet de nombreuses légendes.

Le Chat de Temminck est sujet à de nombreuses légendes qui seraient dues, selon Peter Jackson à sa couleur dorée. En Thaïlande, il est considéré comme un animal permettant de se protéger du tigre : brûler un poil ou une peau de Chat de Temminck ou manger sa chair éloignerait le prédateur redouté qu'est le tigre. Toujours en Thaïlande, le Chat de Temminck est considéré comme très féroce, et par conséquent comme le maître des autres félins.

### Commerce de peaux
Protégé par l'annexe I de la CITES, le Chat de Temminck ne devrait pas craindre les humains. Cependant, des peaux sont régulièrement présentées sur les marchés. En Chine, dans la province du Jiangxi, 234 peaux ont été achetées entre 1980 et 1981 ; en 1986, 17 peaux ont été comptées sur un marché aux fourrures du Gansu. Les autorités chinoises déclarent la confiscation de 30 à 100 peaux de Chat de Temminck chaque année. En 1998, le bulletin de TRAFFIC a répertorié la mise en vente de onze peaux de Chats de Temminck sur le marché de Tachileik au Myanmar.

### Philatélie
Quelques timbres représentant le Chat de Temminck ont été édités par les pays suivants dans le cadre de séries sur les animaux en danger ou sur les félins sauvages : Madagascar, Malaisie, Bhoutan, Thaïlande, Bénin.

### Projet de recherche
Comme la plupart des petits félins, le Chat de Temminck fait l'objet de recherche « groupée », c'est-à-dire que plusieurs espèces sont étudiées conjointement. Menée par Lon Grassman de février 1999 à mars 2003, une étude portant sur quatre espèces de félins en Thaïlande a été menée au sanctuaire faunique de Phu Khieo. Le but de l'étude était de connaître les déplacements de ces petits félins, la superficie et le chevauchement des territoires ainsi que leurs proies. En second lieu, l'étude portait sur les données chimiques des animaux capturés ainsi que sur l'identification de leurs ectoparasites. Les recherches s'appuyaient sur la pose de colliers émetteurs, l'utilisation de pièges photographiques et l'analyse des matières fécales. Deux Chats de Temminck, un mâle et une femelle, ont été capturés et équipés de collier émetteur de février 1999 à novembre 2000, ce qui a permis de relever d'importantes données sur le comportement de ces félins.